# Corantes cromotrópicos
Os corantes chamados cromotrópicos (chromotrope) são um grupo de corantes azo, que são formados por reação com ácido cromotrópico como componente de acoplamento. Eles são utilizados em algumas colorações histológicas.
| Corantes cromotrópicos    |                         |                                          |                     |                  |
| Nome                      | Cromotrópico 2B         | Cromotrópico 2R                          | Cromotrópico 6B     | Cromotrópico 10B |
| Fórmula estrutural        | Cromotrópico 2B         | Cromotrópico 2R                          | Cromotrópico 6B     | Cromotrópico 10B |
| Cor                       | Azul avermelhado        | vermelho                                 | violeta avermelhado | vermelho-violeta |
| Número CAS                | 548-80-1                | 4197-07-3                                | 4321-69-1           | 5850-63-5        |
| PubChem                   | [9566038]               | [5359970]                                | [54605599]          | [54598617]       |
| Colour Index              | C.I. 16575              | C.I. 16570                               | C.I. 18055          | C.I. 16640       |
| Nomenclatura Colour Index | Acid Red 176            | Acid Red 29                              | Acid Violet 7       | Acid Violet 13   |
| Fórmula molecular         | C16H9N3Na2O10S2         | C16H10N2Na2O8S2                          | C20H16N4Na2O9S2     | C20H12N2Na2O8S2  |
| Massa molar               | 513,37 g·mol−1          | 468,37 g·mol−1                           | 566,47 g·mol−1      | 518,43 g·mol−1   |
| Solubilidade em água      |                         | ligeiramente solúvel em água (160 g·l−1) |                     |                  |
| Identificação GHS         |                         |                                          |                     |                  |
| Frases H e P              |                         | 315 - 319 - 335}}                        |                     |                  |
| Frases H e P              | sem frases EUH          |                                          |                     |                  |
| Frases H e P              | 280‐302+352‐305+351+338 |                                          |                     |                  |
| Informações de perigo     |                         | Substância irritante (Xi)                |                     |                  |
| Frases R                  |                         | 36 - 37 - 38                             |                     |                  |
| Frases S                  |                         | Sem Frases S                             |                     |                  |

O cromotrópico 2B, Chromotrope 2B, Acid Red 176, é obtido por diazotação da 4-nitrobenzenamina, e posterior copulação com ácido 4,5-diidroxinaftaleno-2,7-dissulfônico. Quando puro (em pó) possui coloração azul-avermelhada. É solúvel em água resultando em solução para amarela a vermelho brilhante. Não solúvel em álcool etílico. Em ácido sulfúrico concentrado produz cor púrpura escuro, e quando esta mistura é diluída em água, resulta em cor amarelo a vermelho brilhante. Em solução aquosa, com o acréscimo de solução de ácido clorídrico torna-se amarelo, e com posterior adição de solução de hidróxido de sódio altera-se para azul-avermelhado.
O cromotrópico 2R, Chromotrope 2R, Acid Red 29, sal dissódio do ácido 2-(fenilazo)cromotrópico, é obtido por diazotação da anilina, e posterior copulação com ácido 4,5-diidroxinaftaleno-2,7-dissulfônico. Quando puro (em pó) possui coloração  vermelha. Solúvel em água produzindo solução vermelho-alaranjada, solúvel em elemento de fibra solúvel, solúvel moderadamente em álcool e acetona produzindo solução roxo claro avermelhada, insolúvel em outros solventes orgânicos. Com ácido sulfúrico concentrado produz cor vinho, diluído, rosa; Em solução de ácido nítrico resulta coloração vermelha, e depois laranja. Adicionando ácido clorídrico em solução aquosa a solução torna-se laranja avermelhada, e com adição de hidróxido de sódio altera-se para vermelho vinho profundo. É classificado com o número EC 224-085-0, número MDL MFCD00003955. Apresenta máxima absorção no comprimento de onda de 510 nm, com um segundo pico a 530 nm.
O cromotrópico 6B, Chromotrope 6B, Acid Violet 7, é obtido por diazotação de N-(4-aminofenil)acetamida e posterior copulação com ácido 4,5-diidroxinaftaleno-2,7-dissulfônico. Quando aplicado produz coloração vermelha brilhante purpúrea, e quando em pó apresenta-se com coloração vermelho profundo. Solúvel em água resultando em solução azul avermelhada brilhante a vermelha; Levemente solúvel em etanol, acetona e elementos de fibras solúveis, insolúvel em outros solventes orgânicos. Com ácido sulfúrico concentrado resulta coloração azul avermelhada brilhante, e quando diluída vermelho brilhante. Com solução de ácido nítrico resulta em coloração escarlate a laranja. Adicionando ácido clorídrico em solução aquosa a solução torna-se vermelha, e com adição de solução de hidróxido de sódio altera-se para laranja acastanhado. Tingimento com íons de cobre e ferro alteram sua cor e brilho para um aspecto de azul escuro envelhecido na escala micro, o último pouco superficial, e o íon de cromo encontra pouca influência. É usado para lã, seda, fibra de poliamida e couro, papel, sabão, madeira, coloração de medicamentos e cosméticos, também pode ser usado para coloração biológica..
O cromotrópico 10B, Chromotrope 10B, Acid Violet 13, é obtido por diazotação de naftalen-1-amina, e posterior copulação com ácido 4,5-diidroxinaftaleno-2,7-dissulfônico. Apresenta-se em pó com coloração vermelho brilhante purpúrea. Forma solução púrpura quando dissolvido em água, solúvel em etanol. Com ácido sulfúrico concentrado resulta coloração verde brilhante azulada, quando esta solução é diluída com água, passa a uma solução vermelho brilhante purpúrea. Em solução aquosa a qual se adiciona ácido clorídrico concentrado, a coloração muda para azul, e com adição de solução concentrada de hidróxido de sódio altera-se para coloração amarela a vermelha.